# بت‌های ذهنی و خاطره ازلی
بت‌های ذهنی و خاطره ازلی کتابی شامل چند مقاله و خطابه از داریوش شایگان است. 

## عنوان
عنوان کتاب، ترجمهٔ خطابه‌ای به انگلیسی از شایگان در دانشگاه هاروارد است.

## نقد
محمدسالار کسرایی و ریتا اصغرپور در مقاله‌ای به بررسی گفتمان اصالت در این کتاب و کتاب آسیا در برابر غرب پرداخته‌اند.
محمدمنصور هاشمی در کتاب آمیزش افق‌ها: منتخباتی از آثار داریوش شایگان تحلیلی از این کتاب ارائه داده‌است.
محمود مقدس و احمد ساعی نیز در مقاله‌ای «نسبت تفکر اسطوره ای و جستجوی هویت اصیل» را در این اثر بررسی کرده‌اند.